# Diskografie Demi Lovato
Demi Lovato, americká pop-rocková zpěvačka, debutovala, když nahrála několik songů k soundtracku originálního filmu Disney Channel, Camp Rocku. O několik měsíců později, sloužila jako předskokan skupině Jonas Brothers a také vydala své debutové album, "Don't Forget", které se umístilo na 2. místě amerického žebříčku, Billboard 200. V létě roku 2009, vystupovala na svém prvním turné a vydala své druhé album, "Here We Go Again", to se umístilo na 1. místě amer. žebříčku, Billboard 200.
Jejím největším hitem je song z filmu Camp Rock, "This Is Me", což je duet s Joem Jonasem, který se umístil na 9. místě amer. žebříčku Billboard Hot 100. Následuje první singl z jejího druhého alba, Here We Go Again, který má stejný název jako toto album. Remember December vyšel jako druhý a finální singl alba a dosáhl čísla osmdesát na britském žebříčku UK Singles Chart, ale selhal na americkém žebříčku v USA. Tohoto alba "Here We Go Again" se prodalo přes 396 000 kopií v USA. Objevila se také ve filmu Camp Rock 2: Velký koncert a v roce 2010 vydala soundtrack ke svému seriálu, Sonny ve velkém světě.
Její třetí studiové album by mělo vyjít na podzim roku 2011 a bude ve stylu R & B. První singl "Skyscraper", vyšel 12. července 2011. Píseň debutovala na desáté příčce v USA se 176 000 stažení v prvním týdnu, což je nově stanovený prodejní rekord Demi, ze kterého se postupně stává její nejvyšší vrcholný singl na žebříčku od doby písně "This Is Me". Od dubna 2011 Demi prodala 968 000 alb v USA.

## Alba

### Studiová alba
| Rok  | Album | Pozice v mezinárodních žebříčcích | Pozice v mezinárodních žebříčcích | Pozice v mezinárodních žebříčcích | Pozice v mezinárodních žebříčcích | Pozice v mezinárodních žebříčcích | Pozice v mezinárodních žebříčcích | Prodej           | Certifikace                                            |
| Rok  | Album | US                                | CAN                               | AUS                               | NZ                                | MEX                               | UK                                | Prodej           | Certifikace                                            |
| ---- | --- | --------------------------------- | --------------------------------- | --------------------------------- | --------------------------------- | --------------------------------- | --------------------------------- | ---------------- | ------------------------------------------------------ |
| 2008 | Don't Forget - Vydáno: 23. září 2008 - Vydavatel: Hollywood - Formát: CD, ke stažení na internetu                           | 2                                 | 9                                 | 161                               | 34                                | 62                                | 192                               | 549 000 (USA)    | - US: zlaté                                            |
| 2009 | Here We Go Again - Vydáno: 21. července 2009 - Vydavatel: Hollywood - Formát: CD, ke stažení na internetu                   | 1                                 | 5                                 | 40                                | 10                                | 25                                | 199                               | 514 000 (USA)    | - US: zlaté - BRA: platinové                           |
| 2011 | Unbroken - Vydáno: 20. září 2011 - Vydavatel: Hollywood - Formát: CD, ke stažení na internetu                               | 4                                 | 4                                 | 20                                | 3                                 | 9                                 | 45                                | 527 000 (USA)    | - US: zlaté - BRA: zlaté                               |
| 2013 | Demi - Vydáno: 10. května 2013 - Vydavatel: Hollywood - Formát: CD, ke stažení na internetu                                 | 3                                 | 1                                 | 14                                | 7                                 | 2                                 | 10                                | 482 000 (USA)    | - US: zlaté - UK: zlaté - CAN: zlaté - BRA: diamantové |
| 2015 | Confident - Vydáno: 16. října 2015 - Vydavatel: Hollywood, Island, Safehouse - Formát: CD, ke stažení na internetu          | 2                                 | 1                                 | 3                                 | 2                                 | 4                                 | 6                                 | 1 000 000+ (USA) | - US: platinové - BRA: platinové 2x - MEX: zlaté       |
| 2017 | Tell Me You Love Me - Vydáno: 29. září 2017 - Vydavatel: Hollywood, Island, Safehouse - Formát: CD, ke stažení na internetu | 3                                 | 4                                 | 8                                 | 6                                 | 2                                 | 5                                 | 1 000 000+ (USA) | - US: platinové - UK: zlaté - CAN: zlaté               |

### Extended Play
| Rok  | Název                                                         | Tracklist                                                           |
| ---- | ------------------------------------------------------------- | ------------------------------------------------------------------- |
| 2008 | Moves Me - Vydáno: 23. prosince 2008 - Vydavatel: Well Go USA | - Moves Me - Moves Me (Instrumentální mix) - Moves Me (Karaoke mix) |

| Rok  | Název |
| ---- | --- |
| 2009 | iTunes Live from London - Vydáno: 17. května 2009 - Vydavatel: Hollywood - Formáty: Ke stažení na internetu |

### Koncertní alba
| Rok  | Název |
| ---- | --- |
| 2009 | Demi Lovato: Live: Walmart Soundcheck CD+DVD - Vydáno: 10. listopadu 2009 - Formáty: CD+DVD (Exkluzivně ve Wal-Martu), ke stažení na internetu |

### Soundtracky
| Rok  | Album | Pozice v mezinárodních žebříčcích | Pozice v mezinárodních žebříčcích | Pozice v mezinárodních žebříčcích | Pozice v mezinárodních žebříčcích | Pozice v mezinárodních žebříčcích | Pozice v mezinárodních žebříčcích | Pozice v mezinárodních žebříčcích | Pozice v mezinárodních žebříčcích | Pozice v mezinárodních žebříčcích | Certifikace     |
| Rok  | Album | US                                | CAN                               | MEX                               | GER                               | JPN                               | FRA                               | BEL                               | AUS                               | ARG                               | Certifikace     |
| ---- | --- | --------------------------------- | --------------------------------- | --------------------------------- | --------------------------------- | --------------------------------- | --------------------------------- | --------------------------------- | --------------------------------- | --------------------------------- | --------------- |
| 2008 | Camp Rock - Vydáno: 20. června 2008 - Vydavatel: Walt Disney - Formát: CD, ke stažení na internetu                 | 3                                 | 2                                 | 2                                 | 9                                 | —                                 | —                                 | 3                                 | 13                                | 1                                 | - US: platinové |
| 2010 | Camp Rock 2: Velký koncert - Vydáno: 10. srpna 2010 - Vydavatel: Walt Disney - Formát: CD, ke stažení na internetu | 3                                 | 2                                 | —                                 | 28                                | 82                                | 22                                | 17                                | —                                 | —                                 | - US: zlaté     |
| 2010 | Sonny ve velkém světě - Vydáno: 5. října 2010 - Vydavatel: Walt Disney - Formát: CD, ke stažení na internetu       | 163                               | —                                 | —                                 | —                                 | —                                 | —                                 | —                                 | —                                 | —                                 |                 |

## Singly
| Rok  | Název písně                                            | Pozice v mezinárodních žebříčcích | Pozice v mezinárodních žebříčcích | Pozice v mezinárodních žebříčcích | Pozice v mezinárodních žebříčcích | Pozice v mezinárodních žebříčcích | Pozice v mezinárodních žebříčcích | Pozice v mezinárodních žebříčcích | Album                      |
| Rok  | Název písně                                            | US                                | CAN                               | AUS                               | GER                               | JPN                               | NZ                                | UK                                | Album                      |
| ---- | ------------------------------------------------------ | --------------------------------- | --------------------------------- | --------------------------------- | --------------------------------- | --------------------------------- | --------------------------------- | --------------------------------- | -------------------------- |
| 2008 | "This Is Me" (s Joe Jonasem)                           | 9                                 | 16                                | 46                                | 36                                | —                                 | —                                 | 33                                | Camp Rock                  |
| 2008 | "Get Back"                                             | 43                                | 43                                | 96                                | —                                 | 24                                | —                                 | —                                 | Don't Forget               |
| 2008 | "La La Land"                                           | 52                                | —                                 | 76                                | 82                                | —                                 | —                                 | 35                                | Don't Forget               |
| 2009 | "Don't Forget"                                         | 41                                | 76                                | —                                 | —                                 | —                                 | —                                 | —                                 | Don't Forget               |
| 2009 | "Here We Go Again"                                     | 15                                | 61                                | —                                 | —                                 | 87                                | 38                                | —                                 | Here We Go Again           |
| 2009 | "Remember December"                                    | —                                 | —                                 | —                                 | —                                 | —                                 | —                                 | 80                                | Here We Go Again           |
| 2010 | "Wouldn't Change a Thing" (s Joe Jonasem / Stanfourem) | —                                 | 90                                | —                                 | 28                                | —                                 | —                                 | 71                                | Camp Rock 2: Velký koncert |
| 2011 | "Skyscraper"                                           | 10                                | 18                                | 45                                | —                                 | —                                 | 9                                 | —                                 | Unbroken                   |

### Jako uváděný umělec
| Rok  | Název písně                                     | Pozice v mezinárodních žebříčcích | Pozice v mezinárodních žebříčcích | Pozice v mezinárodních žebříčcích | Pozice v mezinárodních žebříčcích | Album     |
| Rok  | Název písně                                     | US                                | AUT                               | CAN                               | UK                                | Album     |
| ---- | ----------------------------------------------- | --------------------------------- | --------------------------------- | --------------------------------- | --------------------------------- | --------- |
| 2008 | "We Rock" (s obsazením z Camp Rock)             | 33                                | 70                                | 41                                | 97                                | Camp Rock |
| 2008 | "We'll Be a Dream" (We the Kings s Demi Lovato) | 76                                | —                                 | —                                 | —                                 | Smile Kid |

### Propagační singly
| Rok  | Název písně                                     | Pozice v mezinárodních žebříčcích | Pozice v mezinárodních žebříčcích | Album                      |
| Rok  | Název písně                                     | US                                | UK                                | Album                      |
| ---- | ----------------------------------------------- | --------------------------------- | --------------------------------- | -------------------------- |
| 2009 | "Send It On" (mezi Disney's Friends for Change) | 20                                | —                                 | Charitativní píseň         |
| 2009 | "Gift of a Friend"                              | —                                 | —                                 | Zvonilka a ztracený poklad |
| 2009 | "Bounce" (s Jonas Brothers a Big Robem)         | —                                 | —                                 | Žádné album                |
| 2010 | "Make a Wave" (s Joe Jonasem)                   | 84                                | —                                 | Charitativní píseň         |
| 2010 | "Can't Back Down"                               | —                                 | 178                               | Camp Rock 2: Velký koncert |
| 2010 | "It's On" (s obsazením z Camp Rock)             | —                                 | —                                 | Camp Rock 2: Velký koncert |
| 2010 | "Me, Myself and Time"                           | —                                 | —                                 | Sonny ve velkém světě      |

### Ostatní skladby
| Rok  | Název písně                               | Pozice v mezinárodních žebříčcích | Pozice v mezinárodních žebříčcích | Album                   |
| Rok  | Název písně                               | US                                | CAN                               | Album                   |
| ---- | ----------------------------------------- | --------------------------------- | --------------------------------- | ----------------------- |
| 2008 | "Who Will I Be"                           | —                                 | 80                                | Camp Rock               |
| 2008 | "On the Line" (s Jonas Brothers)          | 100                               | —                                 | Don't Forget            |
| 2009 | "One and the Same" (se Selenou Gomezovou) | 82                                | —                                 | Disney Channel Playlist |
| 2009 | "Catch Me"                                | 89                                | —                                 | Here We Go Again        |
| 2011 | "Fix a Heart"                             | 69                                | 78                                | Unbroken                |
| 2011 | "Unbroken"                                | 98                                | —                                 | Unbroken                |

## Videoklipy
| Rok  | Název               | Režisér                        | Umělec                       |
| ---- | ------------------- | ------------------------------ | ---------------------------- |
| 2008 | "Get Back"          | Phil Andelman                  | Demi Lovato                  |
| 2008 | "La La Land"        | The Malloys                    | Demi Lovato                  |
| 2009 | "Lo Que Soy"        | Neznámý                        | Demi Lovato                  |
| 2009 | "Don't Forget"      | Robert Hales                   | Demi Lovato                  |
| 2009 | "Here We Go Again"  | Brendan Malloy and Tim Wheeler | Demi Lovato                  |
| 2009 | "Send It On"        | Neznámý                        | Disney's Friends for Change  |
| 2009 | "Gift of a Friend"  | Neznámý                        | Demi Lovato                  |
| 2009 | "Bounce"            | Neznámý                        | Jonas Brothers a Demi Lovato |
| 2009 | "Remember December" | Tim Wheeler                    | Demi Lovato                  |
| 2010 | "We'll Be a Dream"  | Raul B. Fernandez              | We the Kings s Demi Lovato   |
| 2010 | "Make a Wave"       | Neznámý                        | Demi Lovato a Joe Jonas      |
| 2011 | "Skyscraper"        | Mark Pellington                | Demi Lovato                  |

### Ostatní videa
| Rok  | Název                                                      | Film                         |
| ---- | ---------------------------------------------------------- | ---------------------------- |
| 2008 | "That's How You Know" (Živě z DC her 2008)                 | DC hry 2008                  |
| 2009 | "One and the Same" (se Selenou Gomezovou)                  | Program na ochranu princezen |
| 2010 | "It's On" (s obsazením z filmu Camp Rock 2: Velký koncert) | Camp Rock 2: Velký koncert   |
| 2010 | "Can't Back Down"                                          | Camp Rock 2: Velký koncert   |
| 2010 | "Wouldn't Change a Thing"                                  | Camp Rock 2: Velký koncert   |
| 2010 | "Work of Art"                                              | Sonny ve velkém světě        |
| 2011 | "What to Do"                                               | Sonny ve velkém světě        |